# 72949 Colesanti
72949 Colesanti è un asteroide della fascia principale. Scoperto nel 2002, presenta un'orbita caratterizzata da un semiasse maggiore pari a 2,346196 UA e da un'eccentricità di 0,251077, inclinata di 6,273289° rispetto all'eclittica. Ha un diametro di 2,713 km.